# (4061) Martelli
(4061) Martelli est un astéroïde de la ceinture principale.

## Description
(4061) Martelli est un astéroïde de la ceinture principale. Il fut découvert le 19 mars 1988 à La Silla par Walter Ferreri. Il présente une orbite caractérisée par un demi-grand axe de 3,12 UA, une excentricité de 0,13 et une inclinaison de 1,7° par rapport à l'écliptique.

## Compléments